# Kurt Regschek

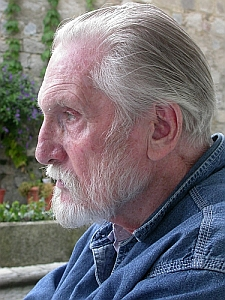
Kurt Regscheck 2004

Kurt Regschek (* 29. Juni 1923 in Wien; † 26. Juli 2005 ebenda) war ein österreichischer Maler und Vertreter der Wiener Schule des Phantastischen Realismus.

## Leben und Wirken
Kurt Regschek wuchs in Wien auf. Während seiner Mittelschulzeit arbeitete er mehrmals in der Spanischen Hofreitschule. Den positiven Abschluss der 7. Klasse bildete die so genannte „Kriegsmatura“, nach der er zur Wehrmacht eingezogen wurde; er diente in Russland und wurde mehrfach verwundet. Aus dieser Zeit sind bereits einige seiner Zeichnungen erhalten. 1943, in der Heimatgarnison München, erhielt Kurt Studienurlaub für die Akademie der schönen Künste, wurde wegen Fraternisierens mit einer Französin des Landesverrats angeklagt und verbüßte eine achtmonatige Untersuchungshaft in Torgau. Ende 1943 kam er zur Frontbewährung nach Afrika und geriet bald in Kriegsgefangenschaft. Er wurde von den französischen Truppen als Hilfswilliger eingesetzt, kam anschließend zur Fremdenlegion und nahm 1945 an der Befreiung von Vorarlberg teil.
Die Erlebnisse während des Krieges, besonders während des Russlandfeldzuges, hatten bei Kurt Regschek tiefe Narben hinterlassen. Nach seiner Entlassung aus der Fremdenlegion lebte Regschek fünf Jahre in Paris. Vier Jahre lang studierte er an der École nationale supérieure des beaux-arts de Paris. In dieser Zeit hat ihn, neben den französischen Kubisten, besonders Picasso fasziniert und geprägt.
1951 trieb ihn die Sehnsucht nach der Heimat wieder nach Wien. 1954 kam er zu seinem ersten Atelier in der Köllnerhofgasse. Bald danach zerbrach seine erste Ehe mit Hermine, aus der seine 1955 geborene und 1970 tragisch an einem Hirntumor verstorbene Tochter Trixi stammte. 1957 lernte er dann seine spätere Frau Lisl Dohnal kennen. 1955 studierte Kurt Regschek als Gast an der Wiener Kunstakademie bei Robin Christian Andersen und Herbert Boeckl. In all diesen Jahren lebte Regschek von Gelegenheitsarbeiten, als Gebrauchsgraphiker, Skilehrer sowie Graphiker und Statist beim Film, wo er Fritz Muliar kennenlernte.
1958 gestaltete Kurt Regschek seine erste Ausstellung bei Ernst Fuchs, der auch sein Trauzeuge wurde. Nach seiner Heirat konnte er sich intensiver seiner Malerei widmen, da seine Frau, Absolventin der Modeschule Wien in Schloss Hetzendorf, das nötige Geld verdiente. Bald stellten sich erste Erfolge ein, die es ihm ermöglichten, bis zu seinem Tode von seiner Kunst zu leben.
Nach Erhalt des Förderpreises der Stadt Wien (1960) und der Verleihung des Theodor-Körner-Preises (1962) wurde er Mitglied des Wiener Künstlerhauses. Durch seine Initiative kam 1963 die berühmte Ausstellung der gesamten Wiener Schule in der Galerie Basilisk zustande, bei der jeder der Aussteller mit einem Bild vertreten war. 1965 kam es allerdings zu einem Bruch mit den Kollegen. Regschek blieb bei seinem phantastisch-gegenständlichen Stil, im Gegensatz zu der in dieser Zeit stärker werdenden Tendenz zu abstrakter Malerei. 1966 erhielt er den Hugo-von-Montfort-Preis.
1967 übersiedelten die Regscheks in ein kleines Haus in Pötzleinsdorf, wo er bis zu seinem Tod lebte und wo drei Viertel seiner Werke entstanden. Wichtige Schritte in der künstlerischen Entfaltung Kurt Regscheks waren die Ausstellungen in Bregenz, die durch Vermittlung des damaligen Festspielpräsidenten Albert Fuchs zustande kamen. In dieser Zeit experimentierte er mit bewusstseinserweiternden Drogen. Ab 1967 war er Mitglied der Loge Pilgram der Unabhängigen Freimaurerloge Wien UFML. 1973 wechselte er in die Freimaurerloge Gleichheit, 1975 in die Loge Humanitas, 1981 in die Loge Pilgram und 1986 in die Loge Mozart.
In jene Zeit fielen Begegnungen mit Sammlern wie Irene und Hans Gerling aus Köln und Galeristen wie Christoph Kühl aus Hannover, Norbert Blaeser aus Düsseldorf, Ellen Peter-Sander aus Hamburg und vielen anderen, aus denen sich weitere fruchtbare Kontakte und zahlreiche Möglichkeiten für Ausstellungen entwickelten. Ebenfalls in den 1970ern begann die Freundschaft mit Künstlern des Bregenzer Kreises.
Rund um viele Ausstellungen entstanden zahlreiche Werke, u. a. die Mappen UNO City und Die Fürstliche Residenz zu Liechtenstein. Ende der 1970er Jahre wendete sich Regschek mehr und mehr von Tafelbildern der Aquarellmalerei zu und arbeitete zunehmend mit Fotografen zusammen. In die 1980er Jahre fiel auch der Beginn seiner Lehrtätigkeit an einigen Sommerakademien. 1987 wurde Regschek der Titel Professor verliehen.
Anlässlich seines 70. Geburtstages fand 1993 im Wiener Künstlerhaus die repräsentative Ausstellung „Kurt Regschek Arbeiten aus vier Jahrzehnten“ statt. Im Anschluss daran wurde Regschek der „Goldene Lorbeer“ des Künstlerhauses verliehen. Zum 80. Geburtstag im Jahre 2003 gab es im Schloss Pötzleinsdorf eine Ausstellung mit Werken aus diversen Privatsammlungen.
Kurt Regschek starb am 25. Juli 2005. In seinem kreativen Leben hat er weit über tausend Werke geschaffen. Sein Grab befindet sich auf dem Neustifter Friedhof (Gruppe R, Reihe 11, Nr. 56).